# Banater Kugeldistel
Die Banater Kugeldistel (Echinops bannaticus) ist eine Pflanzenart aus der Gattung der Kugeldisteln (Echinops) innerhalb der Familie der Korbblütler (Asteraceae).

## Beschreibung

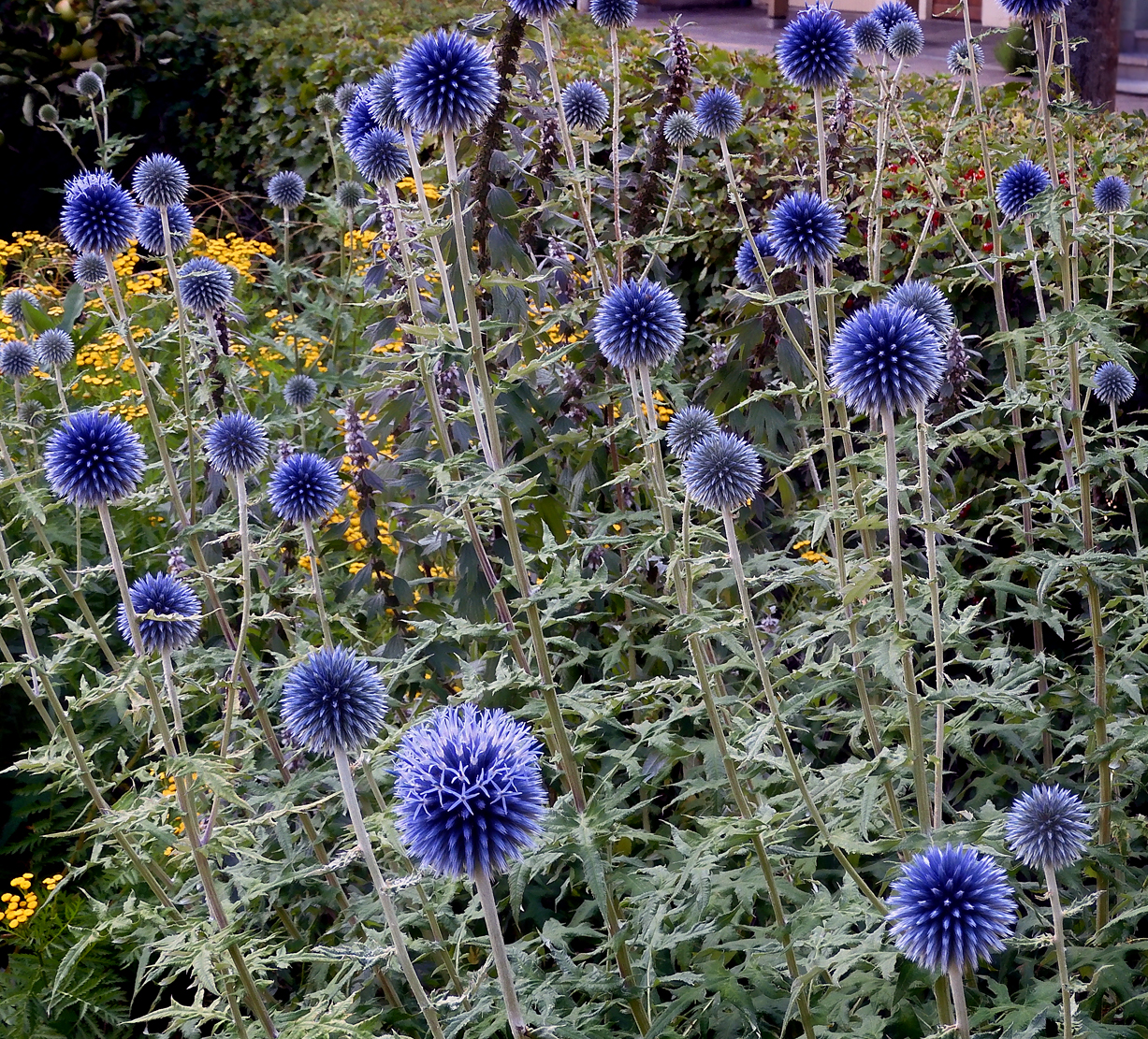
Bestand mit Laubblättern und Blütenständen

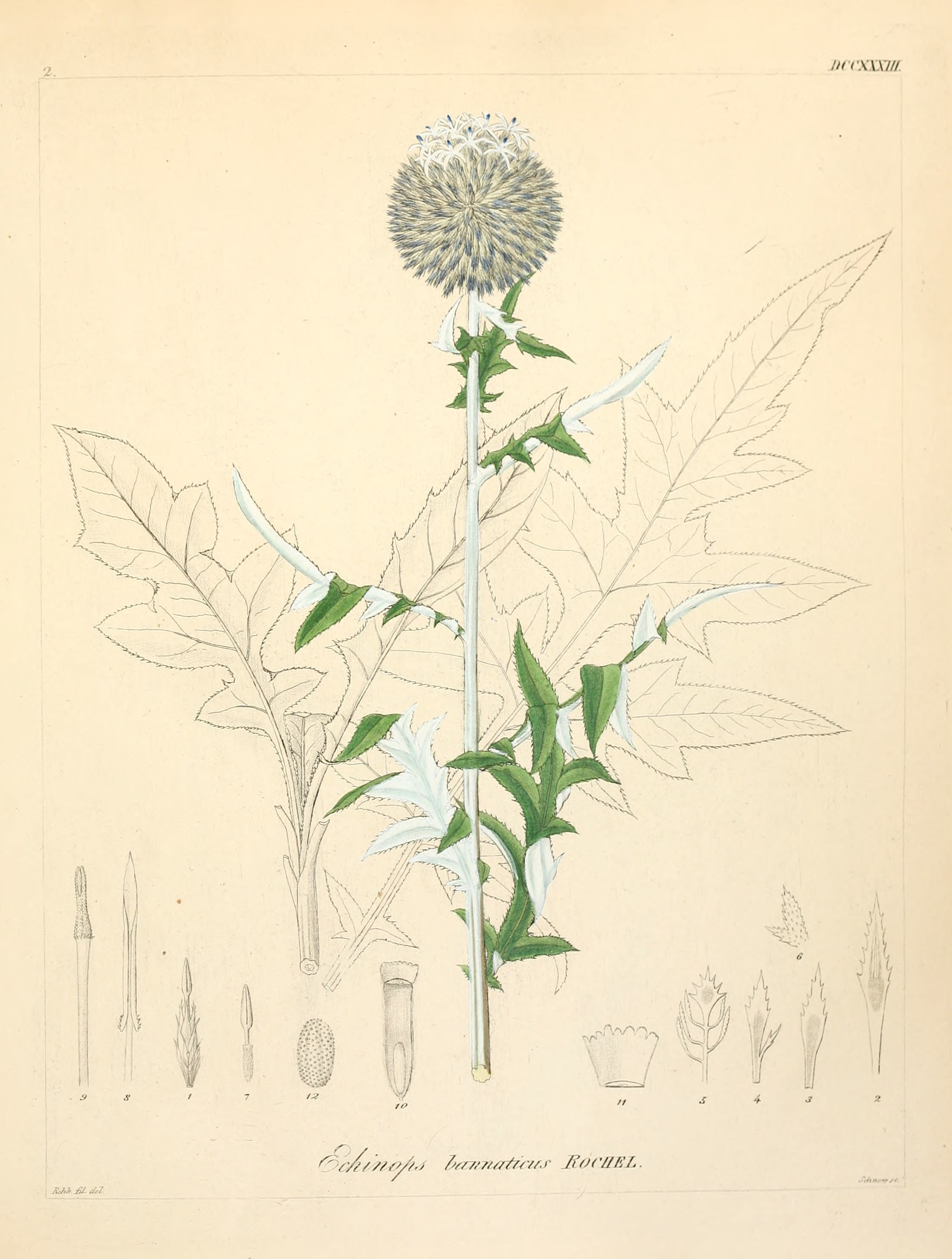
Illustration

### Vegetative Merkmale
Die Banater Kugeldistel ist eine ausdauernde, krautige Pflanze, die möglicherweise ein Pleiokorm ausbildet und Wuchshöhen von 50 bis 120 Zentimetern erreicht. Die Laubblätter sind fiederspaltig, ihre Abschnitte weisen auf beiden Seiten ein oder zwei Lappen auf. Die Blattoberseite ist zerstreut drüsig und locker spinnwebig behaart.

### Generative Merkmale
Die Blütezeit reicht von Juli bis September. Der Stängel ist ein- bis wenigköpfig. Zahlreiche Körbchen bilden kugelförmige Blütenstände zweiter Ordnung, die Durchmesser von 2,5 bis 4, selten bis 6 Zentimetern aufweisen. Die Körbchen blühen innerhalb eines Kopfes von oben nach unten auf. Die mehrreihige Hülle der Einzelkörbchen hat eine Länge von 14 bis 20 Millimeter. Die äußeren Hüllblätter sind spatelförmig und stumpf. Die mittleren sind lanzettlich und besitzen eine gerade, kurze Spitze. Die Körbchen sind einblütig, besitzen eine zwittrige Röhrenblüte. Ihre Krone ist grau-blau.
Die Chromosomenzahl beträgt 2n = 30 oder 32.

## Vorkommen
Die Banater Kugeldistel kommt auf der Balkanhalbinsel, in Rumänien und Bulgarien vor. In Großbritannien und in Deutschland ist sie ein Neophyt.  Sie wächst an Wald- und Wegrändern in der Hügelstufe. In Mitteleuropa kommt die Banater Kugeldistel vorübergehend verwildert in Schuttunkrautgesellschaften vor.

## Taxonomie
Die Erstbeschreibung von Echinops bannaticus erfolgte 1827 durch Anton Rochel in Heinrich Adolf Schrader in Blumenbachia, S. 48. Ein Synonym (Taxonomie)|Synonym für Echinops bannaticus Schrad. ist Echinops rochelianus Griseb.

## Nutzung
Die Banater Kugeldistel wird selten als Zierpflanze genutzt.

## Belege